# ترانکزامیک اسید
ترانکزامیک اسید (به انگلیسی: Tranexamic acid)
رده درمانی: داروهای منعقد کننده (آنتی فیبرینو لیتیک)
اشکال دارویی: آمپول و قرص

## موارد مصرف
درمان خون‌ریزی زیاد قاعدگی هایپرمنوره و سایر موارد خون‌ریزی مانند خون‌ریزی بعد از کشیدن دندان و خون دماغ (اپیستاکسی).

## مکانیسم اثر
ترانکزامیک اسید با ممانعت از عملکرد پلاسمین مانع لیز شدن لخته‌های خونی می‌شود. ترانکزامیک اسید آنالوگ لیزین است و به پلاسمینوژن و پلاسمین باند می‌شود و توانایی آن‌ها را برای باند شدن به باقی‌مانده لیزین در فیبرین مهار می‌کند و بنابراین مانع فیبرینولیز می‌شود.

## عوارض جانبی
تهوع، اسهال، سردرد، علایم سینوس و بینی، درد پشت، درد شکم، درد عضلانی مفصلی، کرامپ‌های عضلانی، کم خونی و خستگی.